# チャールズ・ジェンクス
チャールズ・アレグザンダー・ジェンクス（Charles Alexander Jencks、1939年6月21日 - 2019年10月13日） は、アメリカの建築理論家・建築評論家、造園家/ランドスケープデザイナー。彼のモダニズムとポストモダニズム/ポストモダン建築に関する歴史批評は、広く建築界で読み込まれている。著名建築歴史家であるジークフリード・ギーディオンとレイナー・バナムに師事。
景となる彫刻を制作発表している。スコットランド在住。

## 人物
メリーランド州ボルチモア生まれ、ニューイングランドで幼少期を過ごした。父はピアニストで作曲家ガードナー・ジェンクス。ハーバード大学に進学し英文学で学士号を取得後ハーバード大学デザイン大学院に進学、1961年に建築学を修める。60年代半ばの1965年にはイギリスに移り、スコットランドとロンドンで、住宅建築史で博士号を受け、さらに1970年にロンドン大学で研究を継続。以来、英国に住んでいる。
最初の結婚で2人の息子を儲ける。1人は上海のランドスケープアーキテクトとして活動。先立たれたマギー・ケズウィックとの間にも2人の子供がおり、うちジョン・ジェンクスはロンドンベースの映画制作者、そしてリリークレア・ジェンクスはロジャーキーリングと2014年に結婚、2006年に3番目の妻としてルイザフォックス・ピットと結婚。したがって、彼女の娘マーサ・レーン・フォックス、ソーホーのバロネスレーン・フォックスの義父である。

## ランドスケープ・建築と地形
宇宙的思索の庭は、一部の設計は1988年に始まったが、これは先妻マギー・ケスウィック・ジェンクスに捧げられた。ジェンクスと妻マギー、科学者、そして友人らは、自然と科学的なプロセスに基づいて庭園を設計。テーマは自然への祝福であったが、デザインに現代科学の要素を組み込んだ。この庭園は、見て楽しいだけでなく、食用植物が活用されている。パスと庭の伝統的な美しさを維持することも関心事ではあるが、新素材や人工的な材料をも使用し、宇宙の景を強調している。デザインは日本の禅の庭園、ペルシャ楽園の庭園、イギリス式庭園やフランス式庭園、ルネサンス庭園と同じように、現代世界の宇宙と文化の進化を表している。庭は人生の縮図 - 1つは、彼らがミニチュアとしての宇宙を体験する庭園を歩く。最も幸せな瞬間、悲劇、そして所有者や家族の真実を明らかにするため、庭園も自伝である、という。
庭は1988年に造営を開始し、宇宙論など科学をあらわし、展開する宇宙間の動的相互作用、展開科学、尋問の設計を可能にした。また宇宙が美の真実を伝えて現代の科学が潜在的に創造性へ巨大な移動力があるとの考え、ランドスケープにおける宇宙について最近の著書で綴られている。
2011年以降の作品は、コンテンツ主導型である。地形はランドフォーミングな庭園であり、これはランドスケープ、都市計画、建築、彫刻などが金石を組み合わせたような、ラジカルでハイブリッドな活動であるという考えに基づいている。したがって、扱う地形は多くの場合、謎めいた書き込みと複雑な象徴性がある。地形は、最大と最小のスケールの景観を解釈しようとする訪問者を挑発している。
英国でも有数の姿となっているランドスケープアーキテクチュアで、フラクタル、遺伝学、 カオス理論、波とソリトンなど風景作業の触発がなされる。スコットランドのエジンバラでは、テリー・ファレルと彼のパートナーのダンカン・ネルと共同でスコットランド国立近代美術館の地形をデザインした。
他の作品には、宇宙的思索の庭近くにあるダンフリースPortrackハウス、ブラックホール・ランドスケープ、IUCAA（インド・プネ、2002年のデザイン）、ポルテッロパーク（ミラノ、2002年7月（タイムガーデン2004年7月）、2つのセル-インバネスマギーセンター（2003年5月）、北アンバーランディア地形（2004年）、生命の細胞木星アートランド、ボニングトンハウス（2003年-2010年）、
クロウィック（Crawick）地形（2006年）などがある。
今後の地形や干拓プロジェクトには、「Altdobern」、ドイツの思い出、ブラックホールオーバルテラス、北京オリンピック公園（2008年）、スコットランドの世界、St.Ninians（ケルティ、2003年-2010年）などがある。
彼はまた、寡作だが家具のデザインや彫刻もてがけ、DNA彫刻はケンブリッジ大学、キューガーデンにそれぞれ2003年と2005年に完成。

## 他の作品
- シンボリック家具（展示会、アラムデザイン、ロンドン、1985年
- Garagia・ロタンダ（マサチューセッツ州トルロ、1976から1977年）
- 元素ハウス（バズ・ユーデル付き、ロサンゼルス）
- ロンドン・テーマ別の家、1979年から1984年（テリー・ファレルと）
- ジェームズ・ワトソンのためのDNA彫刻　（ロングアイランドコールド・スプリング・ハーバー研究所）
- ランドフォーム（地形）ウエダ（エジンバラ現代美術館、1999年から2002年）
- マット・リドレー（ニューキャッスルライフセンター、2000年5月）
- 細胞やDNA（グラスゴー・マギーセンター（ゲートハウス）、2002年から2003年）
- 分裂細胞（インバネス・マギーセンター、2003年から2005年）
- Wu-chiオリンピック森林公園（北京、2008年）
- スコットランド偉人達のレール庭園（ダンフリース・ポートラック、2003年から2006年）
- 時空スパイラル（ミラノ・パルコポルテッロ、2002年から2012年）
- 生命の細胞（ボニントンハウスジュピターアートランド、エディンバラ近カークニュートン、2003年から2010年）
- CERNのコズミックリング（2008+（Jencks 2との開発）、ジュネーブ・CERN）
- スコットランドの世界（ケルティ・セントNinians、Construction 2010+）
- DoubleWalk（ダンフリーズ・ミッドパーク病院、2010年から2012年（Jencks 2と）
- 北の女性（ノーサンバーランド・クラムリントン、2005年から2012年）
- グレトナ・ランドマーク（グレトナ。開発2011+にて（セシル・バルモンドと））
- エコライン（韓国・順天市、Jencks2と、Construction 2012+にて）新しい彫刻が、現在グレトナと呼ばれるカレドニアのスターの近くに計画されている。

## マギーセンター
マギーセンターは共同創設者だった亡き妻、マギー・ケスウィック・ジェンクスを祈念したがんケアリングセンター。世界の名だたる建築家らが設計した13のマギーセンターが運営されている。自助と癌患者はしばしば長期の闘病生活に関与しているという実情に基づき、センターは大病院の隣に開設され社会的、心理的な支援を提供。建築、ランドスケープ、アートで患者と介護者の両方をサポートしており、人々への尊厳を与えるよう設計されている。マギー・ケスウィック・ジェンクスは、書籍（彼女の夫はまた働いている）中国庭園の著者である。

## 建築評論
建築におけるポストモダニズム論は彼からきている。ベストセラー本『ポスト近代建築』（1977年） で、ポストモダン建築についての論を言及。ポストモダン建築の近代建築からのパラダイムシフトについて解説。近代建築は多くの場合、オフィスビルに代表される角度や正方形の建物などの一定の形式がある。しかし、ポストモダン建築は、心、体、まちのコンテキスト、そして地域由来の形式に焦点を当てている。
その著で流行的及び象徴的建物を設定し、著名な文化状況を調査。それらが低迷し「大都市圏」の経済動向が逆転する可能性があるため、文化背景として「象徴的な建物」を求めるということが理由としてあると言及。 象徴的建物は経済、またスプラッシュを作るために建設され、評価は通常基準が適用されえない。
「謎の記号表現」は、「建物の深い意味を担保するために効果的な方法で使用できる」ことを述べている。
「ポストモダニズムの物語の50年-皮肉なアイコニックと建築（2011年）」は、1960年代の起源以来、運動の歴史をまとめたもの。彼の本は重要なモダニズムと自身が主張したポストモダニズムの概念-からポストモダニズムが起こっている。
北京、上海、東京、ミラノ、バルセロナ各地のを含め、米国ではハーバード、コロンビア、プリンストン、イェールなど、世界40以上の大学で講義している。
2007年にポストモダニズムは、非常に重要な反応であるモダニズム自体の中から起きている 。
2007年3月26日には、王立アカデミーとの間でジョンN・グレーの本を中心に論争した。

## 他の重要な発言
2012年1月13日、V＆Aの展示会2011において「ポストモダニズムの複雑さについてのご注意」という批判的な分析が提供され、（隔週レビュー「ポストモダニズムのスタイルとSubversion」1970年から1990年 ）出品で表現し、「1人でオブジェクトとスタイルポストモダニズムの話を」しようとしているとして、キュレーターを批判した。

## テレビ
彼は米国と英国でテレビ番組に出演しており、BBCのために2本の長編映画を制作した（ル・コルビュジエに、フランク・ロイド・ライトとマイケル・グレイブス）。
- 無限空間の王（1983年）
- シンボリック建築（1985年）
- 地球上のスペース（1986年）
- パターノスター広場の戦い（1987年）
- プライド・オブ・プレイス（1988年）
- セカンドチャンス（1989年）
- 人々が選択できるよう（1990年BBCレイトショー）
- 新モダンズ（1990年）
- ラ・ヴィレット（1991年）
- 東京、1991（1992年、BP芸術ジャーナリズムテレビ賞）
- リベスキンド―ユダヤ博物館―ベルリン（1991年）
- 文化ディベート（1991年）
- フランク・ゲーリーとロサンゼルス（1992年）
- フィリップ・ジョンソン―ゴッドファーザー（1994年）
- BBC：心の庭園― 作業中、新ワールドビュー東京と京都（1991年5月、構成はテレビ番組と会議を中心に）
- 「宇宙的思索の庭」（テレビ映画：50分）1998年）リチャード・マイヤーのザ・フレーム―ダニエル・リベスキンド：ザ・スパイラル（1999年）
- 宮殿の再構築―フランク・ロイド・ライト―錫神（2002年）
- BBCスコットランド（2004年10月9日スコットランド議会のオープニング）
- メルヴィン・ブラッグ―サウスバンクショー（2005年3月）
- ジョン・ソーンアメリカンTV（マレー・グリガー）（米国、2005年5月）

## 推奨文献
- ポストモダニズムの物語―皮肉でアイロニカルとクリティカルな建築五十年（The Story of Post-Modernism: Five Decades of the Ironic, Iconic and Critical in Architecture、ワイリー社（ロンドン）2011年
- チャールズ・ジェンクス―ランドスケープ,地形の宇宙：フランシスリンカーン社（ロンドン）2011年
- 希望の建築―マギーのがんケアリングセンター（The Architecture of Hope - Maggie's Cancer Caring Centres）：フランシスリンカーン社（ロンドン）2010年
- 重要なモダニズム―ポストモダニズムが起こっている？（Critical Modernism - Where is Post Modernism Going?）：ワイリー社（NY）・アカデミー社（ロンドン）2007年
- 象徴的な建物―エニグマのパワー（The Iconic Building - The Power of Enigma）：フランシスリンカーン、ロンドン、2005年
- 宇宙的思索の庭（The Garden of Cosmic Speculation）：フランシスリンカーン・リミテッド、ロンドン、2003年10月。
- 建築における新しいパラダイム（ポストモダン建築の言語の第7版）（The New Paradigm in Architecture (seventh edition of The Language of Post-Modern Architecture)）：エール大学出版局、ロンドン・ニューヘブン、2002年
- ル・コルビュジエと建築の継続的な革命（Le Corbusier and the Continual Revolution in Architecture）：Monacelli出版、2000年
- 建築2000を超えて（批判＆1971本のための新たな予測）（Architecture 2000 and Beyond, (Critique & new predictions for 1971 book)）：ワイリー社（NY）・アカデミー社（ロンドン）2000年5月
- ジャンピング宇宙の建築（The Architecture of the Jumping Universe）：ワイリー社（NY）・アカデミー社（ロンドン）1995年、第二版1997。
- Heteropolis―ロサンゼルス・暴動とヘテロ建築：アカデミー社（ロンドン）、1993年
- 新しいモダンズ（The New Moderns）：リッツォーリ社（NY）・アカデミー社（ロンドン）1990年
- プリンス、建築家、ニューウェーブ君主（The Prince, The Architects and New Wave Monarchy）：リッツォーリ社（NY）・アカデミー社（ロンドン）1988年
- 建築やアートとしてのポストモダニズム・新古典主義：リッツォーリ社（NY）・アカデミー社（ロンドン）1987年。ドイツ語版、1987年、1988年復刻
- ポスト・モダニズムとは何ですか？（What is Post-Modernism?）：セントマーチンプレス、1986年。リッツォーリ社（NY）・アカデミー社（ロンドン）1986年第二版、1988年第三版1989年、第4版1996年
- Towards A Symbolic Architecture：リッツォーリ社（NY）・アカデミー社（ロンドン）1985年
- Kings of Infinite Space：セントマーティンズプレス（NY）・アカデミー社（ロンドン）1983年
- 抽象表現（Abstract Representation）：セントマーティンズプレス（NY）1983年、建築設計モノグラフ社（ロンドン）1983年
- スカイクレーパー（Skyscrapers）- スカイシティ（Skycities）：リッツォーリ社（NY）1980年、アカデミー社（ロンドン）1980年
- サイン、象徴と建築（Signs, Symbols and Architecture）：リチャード・バントとジェフリー・ブロードベント、ジョン・ワイリー編著、ニューヨーク及びロンドン、1980年
- 後期近代建築（Late-Modern Architecture）：リッツォーリ社（NY）1980年、アカデミー社（ロンドン）1980年、他ドイツ語、スペイン語に翻訳
- 奇妙建築（Bizarre Architecture）：リッツォーリ社（NY）1979年、アカデミー社（ロンドン）1979年
- ポストモダン建築の言語（The Language of Post-Modern Architecture）：リッツォーリ社（NY）1977年、1978年第三編を改定。  1980年第四編。1984年第五編。1988年、第六編。  1991年、アカデミーエディションロンドン1977、1978、1980、1984、1991年
- 建築における近代運動（Modern Movements in Architecture）：アンカープレス社（NY）1973年
- Adhocismネイサンシルバーとともに（Adhocism, with Nathan Silver）：ダブルデイ社（NY）1972；新章追加版、MITプレス、2013。

## 参考事項
- "履歴書。" インデックスウェブ。2010年12月1日閲覧<http://www.charlesjencks.com/cv.html >。
- 「チャールズ・ジェンクス、ESQ。」 ウェブ。 2011年 7月29日閲覧<http://www.debretts.com/people/biographies/browse/j/16095/Charles%20Alexander+JENCKS.aspx>。
- 「デザイン」 インデックスウェブ。2010年12月1日< "Designs." Index.
- チャールズ・ジェンクス：建築の近代運動。  Harmondsworth：ペンギン、1973 Print
- チャールズ・ジェンクス：ポストモダン古典―新合成。 ロンドン：建築デザイン、1980年印刷。
- Jencks, Charles. Modern Movements in Architecture. Harmondsworth : Penguin, 1973. Print.
- Jencks, Charles. Post-modern Classicism: the New Synthesis. London : Architectural Design, 1980. Print.
- チャールズ・ジェンクス：建築における新しいパラダイム―ポストモダニズムの言語（The New Paradigm in Architecture: the Language of Post-modernism.）ニューヘブンCT：エールUP、2002年発行。
- Jencks, Charles. The New Paradigm in Architecture: the Language of Post-modernism. NewHaven, CT: Yale UP, 2002. Print.
- チャールズ・ジェンクス：宇宙的思索の庭（The Garden of Cosmic Speculation）フランシスリンカーン社（ロンドン）、2005年発行。
- Jencks, Charles. The Garden of Cosmic Speculation. London: Frances Lincoln, 2005. Print.
- チャールズ・ジェンクス：象徴的建物（The Iconic Building）。NY：リッツォーリ社、2005年発行
- チャールズ・ジェンクス：ポストモダンリーダー（"The Post-modernReader"）。アカデミーエディション（ロンドン）、1992年発行